# Punta Gallina
La Punta Gallina (3.061 m s.l.m. – detta anche Pizzo Gallina) è una montagna delle Alpi del Monte Leone e del San Gottardo nelle Alpi Lepontine.

## Descrizione
Si trova in Svizzera al confine tra il Canton Ticino ed il Canton Vallese nei pressi del Passo della Novena.